# 艾哈邁德·沙班
艾哈邁德·沙班（Ahmed Shaban，1979年3月8日—）是一名埃及射擊運動員，主攻25公尺快射手槍、10公尺空氣手槍、25公尺中火手槍和50公尺手槍項目。他曾獲得兩屆非洲射擊錦標賽男子25公尺快射手槍冠軍。

## 外部連結
- ISSF （页面存档备份，存于）